# آتش سوزی منطقه آزاد بندر انزلی
آتش سوزی منطقه آزاد بندرانزلی رویدادی است که در صبح روز سه شنبه ۳۱ تیر ۱۴۰۴ در مجتمع تجاری ونوس یکی از بزرگترین مجتمع های تجاری این منطقه رخ داد. علت اصلی این آتش سوزی سهمگین همچنان در دست بررسی است.